# Peter Jokostra

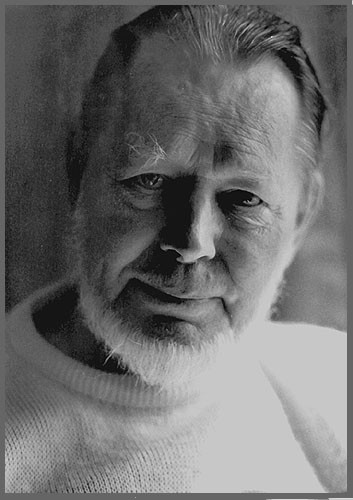
Peter Jokostra (1992)

Peter Jokostra (* 5. Mai 1912 in Dresden-Trachau; † 21. Januar 2007 in Berlin; eigentlich Heinrich Ernst Knolle) war ein Schriftsteller und Literaturkritiker.

## Leben
Jokostra wuchs in Spremberg/Niederlausitz als Sohn des Stadtapothekers auf. Sein künstlerisch-literarisches Interesse, am Spremberger Realgymnasium von seinen Lehrern intensiv gefördert, stieß im Elternhaus auf wenig Verständnis. Nach seinem Abitur studierte er Psychologie, Literatur und Kunstgeschichte in München, Frankfurt am Main, zuletzt in Berlin. Hier veröffentlichte er erste Gedichte unter dem Pseudonym Peter Berg.
Anfang 1933 brach er sein Studium ab und wendete sich – in radikaler Abkehr seines bisherigen Lebens – der Landwirtschaft zu. Der junge Jokostra war zunächst im masurischen Przytullen als Gutseleve tätig und betrieb ab 1935 als Landwirt einen eigenen Hof. Die Zeit als Landwirt in Mecklenburg verarbeitete er unter anderem in dem Roman Damals in Mecklenburg. Die Hofstelle befand sich in Liepen (heute Ortsteil von Hohen Wangelin im Landkreis Mecklenburgische Seenplatte). Seine Tätigkeit als Hofeigentümer war geprägt von wirtschaftlichen Rückschlägen und juristischen Auseinandersetzungen über die Frage, ob Jokostra als Erbhofbauer im Sinne des Reichserbhofgesetzes tätig sein konnte. In der Folge wurden ihm der Status als „Erbhofbauer“ und die damit verbundenen rechtlichen Vorteile verweigert. Dies und ein verheerender Hofbrand führten dazu, dass Jokostra den Hof 1940 verkaufte. 1941 wurde er zum Kriegsdienst eingezogen.
In der Winterschlacht vor Moskau erlebte er das blutige Inferno des Krieges, wonach sein Entschluss zur Desertion heranreifte. Er entzog sich zunächst durch Simulieren dem Fronteinsatz und kam in eine Heilanstalt in Allenstein. Im Januar 1945 reiste er als Fahnenflüchtiger von Allenstein nach Malga, wo ihm der Dorflehrer Janusz Ochlast ein Versteck besorgte. In Ostpreußen kam er nach Denunziation vor ein Kriegsgericht, wurde aber durch das Eintreffen sowjetischer Panzer vor einer Verurteilung bewahrt. In seinem autobiografischen Roman Das große Gelächter (1974) berichtete Jokostra über seine Zeit als Deserteur.
Als persönliche Konsequenz aus der NS-Diktatur trat er nach der Entlassung aus britischer Kriegsgefangenschaft der KPD bei und kehrte nach Spremberg zurück. Dort war er Lehrer und als Kulturreferent im neu gegründeten Kulturbund tätig. Gegen seinen Willen wurde er von der sowjetischen Besatzungsmacht als Schulrat eingesetzt.
In diese Zeit  gehört seine Freundschaft mit Erwin Strittmatter (1912–1994), der – ebenfalls aus Spremberg stammend – später als erster Sekretär des Schriftstellerverbandes und staatsnaher Schriftsteller mehrfacher Nationalpreisträger der DDR werden sollte.
Episoden aus dieser gemeinsamen Zeit haben beide Schriftsteller in ihren Werken verarbeitet, Strittmatter beispielsweise intensiv in seiner Wundertäter-Trilogie.

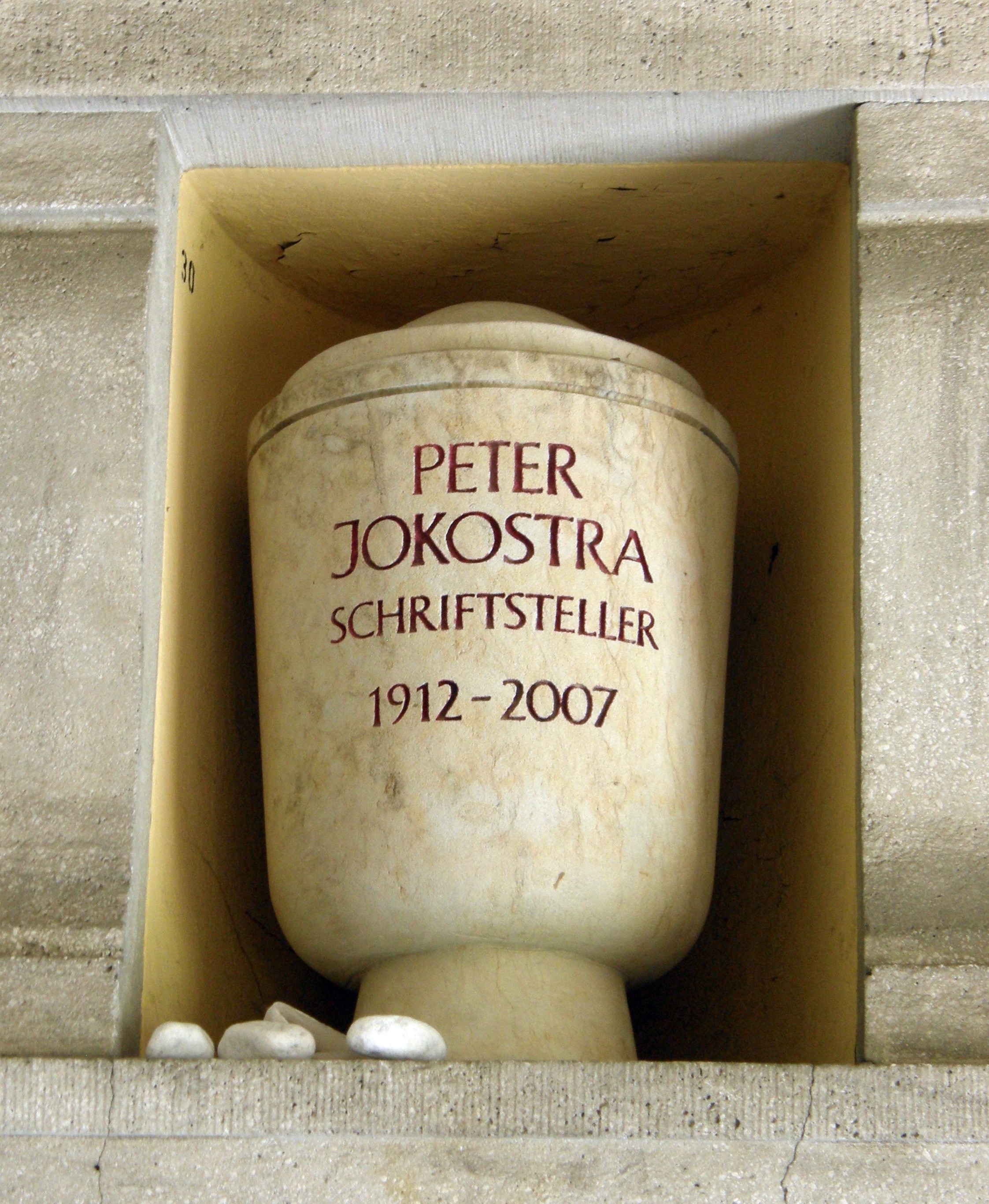
Jokostras Urne im Kolumbarium auf dem Friedhof Wilmersdorf in Berlin

1953 ging Jokostra als Lektor und Dozent nach Chemnitz/Karl-Marx-Stadt, erhielt für Lyrikpublikationen den Kulturpreis des Ministeriums für Kultur. Nach der Publikation seines Gedichtbandes An der besonnten Mauer als „dekadenter Autor“ abgestempelt, floh er vor der drohenden Verhaftung zusammen mit Annemarie Cibulka, der ersten Ehefrau von Hanns Cibulka, über Südfrankreich in die Bundesrepublik. Dort wurde er in München Mitarbeiter in Presse und Rundfunk und ab 1962 freier Schriftsteller.
Jokostra engagierte sich in der Folge gegen die Veröffentlichung von regimetreuen DDR-Autoren in der Bundesrepublik. In einem offenen Brief, veröffentlicht in der Zeitung Die Welt, forderte er 1962 den Luchterhand-Verlag auf, die geplante Gesamtausgabe der Werke von Anna Seghers aufzugeben, die als Präsidentin des Schriftstellerverbandes der DDR durch ihr Schweigen Repressionen und Maßregelungen von Autoren (z. B. Walter Janka) gebilligt hatte.
Auch gegen Publikationen von Stephan Hermlin in der Bundesrepublik protestierte Jokostra unter der (falschen) Behauptung, Hermlin wäre ein führender Funktionär der FDJ. Nach eigenen Angaben verhinderte Jokostra die Publikation von Werken Erwin Strittmatters im S. Fischer Verlag, indem er bei Verlagsleiter Rudolf Hirsch intervenierte.
In Jokostras Roman Heimweh nach Masuren erkannten sich mehrere Zeitgenossen aus seiner Zeit als Gutseleve in Masuren wieder und fühlten sich von der Darstellung beleidigt, was eine Kontroverse über die Grenzen der Kunstfreiheit und ein Strafverfahren gegen Jokostra nach sich zog. Jokostras Verlag Langen Müller zog daraufhin die zweite Auflage des Romans zurück und sah sich zu einer „Treuespende“ in Höhe von 30.000 DM an die Landsmannschaft Ostpreußen als Wiedergutmachung veranlasst. Demgegenüber ergriffen namhafte Persönlichkeiten, wie etwa Ingeborg Drewitz, öffentlich Partei für Jokostra
Seit 1972 Mitglied des P.E.N., erhielt Jokostra für seine Arbeiten u. a. den Andreas-Gryphius-Preis und den Kunstpreis des Landes Rheinland-Pfalz.

## Werk
Jokostras Lyrik ist durch Sagen in seiner wendischen Heimat an der Spree, der weiten Lausitzer Wald- und Heidelandschaft, ebenso beeinflusst wie durch Begegnungen im ehemals deutschen Osten jenseits von Oder und Lausitzer Neiße.
Seine Dichtung, auch seine Prosa, bleibt misstrauisch gegenüber allen politischen und sozialen Zwängen, vor allem gegen die politisierte Dichtung im Dienste einer bestimmten Machtgruppe. In leidenschaftlicher Parteinahme für Außenseiter und Erniedrigte setzte er der Tabuisierung und Verdrängung der Vergangenheit in der Wohlstandsgesellschaft etwas anderes entgegen: die Kraft der Erinnerung.
(*) zitiert nach 
```
Klaus Krause:  Die Kraft der Erinnerung. 
```

Peter Jokostra, Ein in seiner Heimat kaum bekannter Schriftsteller wird 85.
In Lausitzer Rundschau, Ausgabe Spremberg, 5.5.1997.
In den Erzählungen Kossack und andere, Matheis Ende und Brandheide ist Jokostra Wegbegleiter und Zeitzeuge seiner Lausitzer Heimat, wie ihn auch der Essay Der Spreewald – Vision einer Landschaft bereits 1964 als einen ersten glühenden Kämpfer gegen drohende Umweltzerstörungen ausweist, eine Thematik, die andere erst später für sich entdeckten.
Zu erwähnen sind des Weiteren Jokostras Radio-Dokumentationen, beispielsweise über Treblinka, die Sorben und Wenden in der DDR, über Aragonien oder die Pariser Kommune.
Die Publikationen Jokostras umfassen vier Romane, fünf Gedichtbände, verschiedene Werkstatt-, Sach- und Reisebücher, außerdem ist er in mehr als 80 Anthologien mit Beiträgen vertreten. Die derzeit größte Sammlung von Jokostra-Literatur befindet sich, als private Dauerleihgabe, in der Kreisbibliothek des Landkreises Spree-Neiße in Spremberg. Seine Erinnerungen an die Jugendjahre in Ostpreußen schrieb er in Heimweh nach Masuren nieder, die mehrfach neu aufgelegt wurden.
Als anerkannter Literaturkritiker und Herausgeber von Anthologien stand Jokostra in Korrespondenz mit wichtigen Schriftstellern des 20. Jahrhunderts, seine Begegnungen und Schriftwechsel mit Paul Celan und Johannes Bobrowski sind im Deutschen Literaturarchiv Marbach archiviert, die Aufarbeitung des Briefwechsels von Peter Jokostra mit Erwin Strittmatter steht noch aus.

### Ausgewählte Gedichte
- Camargue (Leben einmal gelebt und nie wieder)
- Junilegende (Den Abend beschwören bevor die Stille sich über uns senkt)[7]